# テミスティオス
テミスティオス（Θεμίστιος, Themistius; 317-390?）は政治家、修辞学者、哲学者。雄弁家（ギリシア語: εὐφραδής）と呼ばれた。
コンスタンティウス2世、ユリアヌス、ヨウィアヌス、グラティアヌス、テオドシウス1世の時代に活躍した。彼自身はキリスト教徒ではなかったのにも拘わらず、キリスト教皇帝たちの好意を享受した。彼は355年に皇帝によって元老院議員に、384年にはテオドシウスの指名によってコンスタンティノープルの都市長官となった。アリストテレス作品の解説や要約が33作伝わっている。

## 生涯
彼はパフラゴニアにて生まれ、ファシスで教育を受けた。ローマでの短い滞在を別にして、ほとんどをコンスタンティノープルで過ごした。哲学者であったエウゲニウスの息子であり、テミスティオスの著作において何度も言及されている。彼は父から哲学を学び、主にアリストテレスに専念したが、ピタゴラス主義とプラトン主義も学んだ。若年のうちにアリストテレスの解説を書いたが、同意なく公開されたが高い評価を得た。小アジアとシリアで青春時代を過ごした。彼がコンスタンティウス2世と出会ったのは、治世11年目である。347年に皇帝がガラティアのアンキラを訪れたとき、テミスティオスは現存する最初の論述『人間愛について』を演説した。まもなくコンスタンティノープルに移り、そこで20年間哲学を教えた。355年に元老院議員となった。コンスタンティウス2世は彼を元老院に推薦し、テミスティオスと彼の父の両者を極めて高く評価した。また皇帝の書簡への返信として、356年にコンスタンティノープルの元老院に宛てた感謝の言葉が残っている。357年には元老院で皇帝へ二つの称賛演説を、当時ローマにいた皇帝自身の面前で行うかのように演説した。返礼として皇帝は彼に銅像を建てる栄誉を与えた。361年には詔勅によって法務官階級へ任命された。358-359年にテミスティオスはコンスタンティノープルのプロコンスルを務めた可能性がある。彼は首都長官へ昇格するまでその任務をにあった。
コンスタンティウス2世は361年に死去したが、非キリスト教徒の哲学者として新皇帝ユリアヌスの好意を得、全地の元老議員に相応しく、彼の時代において第一の哲学者として語られた。スーダはユリアヌスがテミスティオスを首都長官に任命したと述べているが、それはテミスティオスがテオドシウス皇帝によってそれに任命されたときの演説によって反証されている。363年にユリアヌスが戦死する前に、テミスティオスは皇帝に称賛演説を行った。それは現存していないが、リバニウスのテミスティオスへの手紙においてある程度言及されている。364年、彼は元老議員としてガラティアとビテュニアの国境にあるダダスタナでユリアヌスと会い、コンスルの地位を与えた。この機会に彼は演説を行い、のちにコンスタンティノープルでも繰り返した。それには宗教の実践は完全に自由な意思であることを求めている。同年、テミスティオスはウァレンティニアヌス1世とウァレンスの即位の称賛演説をコンスタンティノープルで行った。次の演説では366年6月にウァレンスがプロコピウスに勝利したことを祝賛し、反乱勢力の一部を仲裁した。次の年、第二次ゴート戦争でウァレンスに同行し、367年彼の『クィンクェンナリア』にあるマルキアノポリスでの戦勝祝賛演説を行った。次の演説は369年の若いウァレンティニアヌス2世に対するものと、370年にある元老院にてウァレンスの前でゴート人に与えられた平和を称えるものである。373年3月28日、シリアにいたウァレンスに宛てて治世10年を祝して祝辞を送った。またウァレンスがシリアにいる間に、彼がカトリック教会を迫害を止めるように説得する演説を送った。テミスティオスが皇帝と密接に好意的であったと証明するこれらの演説に加えて、テミスティオス自身によるウァレンスへの影響についての証言がある。
377年、ローマにおいてグラティアヌスへの使者になり、『エロティコス』という名の演説を行った。379年にはシルミウムにおいて、グラティアヌスによる帝国におけるテオドシウス1世の関係について演説を行い、新皇帝の即位を祝賛した。彼の残りの演説は一部は公用であり、一部は私的であるが、彼の人生の出来事を特別に知らしめるものはほとんどない。384年7月の始め頃、彼は以前から何度か要請されて断っていたコンスタンティノープル都市長官に就任したが、彼は老齢と健康状態から数か月しかその職にいなかった。387年頃には、彼は40年近く公務や使節にあったと述べている。387-388年、テオドシウス1世の信頼は非常に大きく、皇帝がマグヌス・マクシムスに対処するために西方へ向かった時、息子のアルカディウスの哲学教師とした。
この後のテミスティオスについては詳細は知られておらず、390年頃に没したと思われる。皇帝の他にもキリスト教徒・非キリスト教徒の間で演説家・哲学者の第一人者に数え上げられた。修辞家リバニウスのみならず、コンスタンティノープル総主教でもあったナジアンゾスのグレゴリオスも友人であり文通相手であった。その手紙の中でテミスティオスを『議論の王』と呼んでいる。

## 作品
フォティオスの時代（9世紀）に存在していたテミスティオスの作品は36作であった。これらの中の33作が現存している。そのうち演説23,33、おそらく28も完全には保存されておらず、演説25も完全な演説ではなく、簡潔な声明である。演説集のラテン語版には演説12が含まれているために現代版では34品あるが、これは16世紀の創作であると考えられている。最後の演説(oration 34)はアンジェロ・マイが1816年にミラノのアンブロジオ図書館で発見した。さらに失われた演説である可能性のある断片が存在している。またシリア語やアラビア語で保存された作品も残っている。
哲学的作品は膨大な量であったであろう。フォティオスによれば、アリストテレスの『分析論後書』『霊魂について』『自然学』などの要約に加えて、すべての本に注釈し、さらにプラトンに関する作品もあり『言わば、彼は哲学の恋人であり、熱心な学生であった』と述べている。
スーダ事典は『自然学』要約8巻、『分析論前書』『分析論後書』要約各2巻、『霊魂について』の論書7巻、『カテゴリアイ』1巻と伝えている。
これら要約の中残存するものは
- 『分析論後書』について
- 『自然学』について
- 『霊魂について』について
- 『天界について』について（ヘブライ語訳）
- 『形而上学Λ巻』について（アラビア語訳、ヘブライ語訳）

加えてこれら二つの作品が残っているが、東ローマ帝国時代に誤って彼に帰されたものとされ、現在では『偽テミスティオス』に割り当てられている。
- 『分析論前書』について
- 『自然学小論集』について

彼の『分析論後書』『霊魂について』『自然学』要約は貴重であるが、プラトンの言う真の哲学王と比較し、その思想までも等しいと相次ぐ皇帝たちを称賛する演説集は阿諛を意図している。
哲学においてテミスティオスは折衷的であった。プラトンとアリストテレスは実質的には一致しており、神は人々が彼らが好む崇拝様式を自由に採用するようにし、ヘレニズムとキリスト教は普遍的宗教の二つの形態に過ぎない、という見解を持っていた。